# ニューアーク-ワールド・トレード・センター線
ニューアーク-ワールド・トレード・センター線（Newark–World Trade Center）はニューヨーク・ニュージャージー港湾公社が運行するパストレインの運行系統で、略称はNWK-WTCである。パストレインの路線図では赤色で示され、本系統で運転中の列車も赤色の標識灯を点灯する。ニュージャージー州ニューアークのニューアーク・ペン駅からダウンタウン・ハドソン・チューブを通ってニューヨーク州ロウアー・マンハッタンのワールド・トレード・センター駅を結んでいる。24時間営業しており、14.3キロメートル（8.9マイル）を22分で運転している。

## 歴史
ニューアーク-ワールド・トレード・センター間は、元はハドソン・アンド・マンハッタン鉄道（H&M）のパーク・プレイス-ハドソン・ターミナル線であった。これはニュージャージー州ニューアークのパーク・プレイス駅からマンハッタンのハドソン・ターミナル駅を結ぶもので、1911年に開通した。パーク・プレイス駅は1937年に廃止になり、ニューアーク・ペン駅に代替された。
H&Mは1962年にニューヨーク・ニュージャージー港湾公社に買収されてパストレインになった。港湾公社は1966年から1974年にかけてハドソン・ターミナル跡地にワールド・トレード・センターを建設したが、ワールド・トレード・センター駅は一足早く1971年に開業した。
ワールド・トレード・センター駅はアメリカ同時多発テロ事件で倒壊したツインタワーの下にあったため破壊されエクスチェンジ・プレイス駅も閉鎖されたため、この区間の営業は変更を余儀なくされた。平日はニューアーク・ペン駅 - 33丁目駅間の運行となり、週末はニューアーク・ペン駅 - ホーボーケン駅間で運行された。深夜帯にはニューアーク・ペン駅 - 33丁目駅間をホーボーケン駅経由で運行されたが、この時期に深夜帯に運行していたパストレインの路線はこの区間のみであった。2003年6月29日にエクスチェンジ・プレイス駅が営業を再開すると、ニューアーク・ペン駅 - エクスチェンジ・プレイス駅間で終日営業が行われるようになった。同年11月23日にはワールド・トレード・センター仮駅が開業し、ワールド・トレード・センターまでの運行が再開された。

### ニューアーク空港延伸線
2014年2月4日に、ニューヨーク・ニュージャージー港湾公社は2年間の検討を行った上でパストレインをニューアーク・ペン駅からニューアーク・リバティー国際空港まで南に3.2キロメートル（2マイル）延伸することを含む今後10年間の投資計画を発表し、ニューヨーク州知事クリス・クリスティの承認を受けた。港湾公社の運営委員会は空港延伸線を含む投資計画を2014年2月19日に承認した。この投資計画では、パストレインをニューアーク・リバティー国際空港まで延伸する費用として15億ドルを見込んでいた。この路線は、既存のニュージャージー・トランジットの北東回廊線からさらに1.6キロメートル（1マイル）ほど西のニューアーク・リバティー国際空港駅まで延び、ここでエアトレイン・ニューアークに接続する。

## 駅一覧
| バリアフリー・アクセス | 駅名                           | 接続                                                                      |
| ---------------------- | ------------------------------ | ------------------------------------------------------------------------- |
| ニュージャージー州     |                                |                                                                           |
| バリアフリー・アクセス | ニューアーク・ペン駅           | アムトラック、NJトランジット、ニューアーク・ライトレール NJTバス、ONEバス |
|                        | ハリソン駅                     | NJTバス                                                                   |
| バリアフリー・アクセス | ジャーナル・スクエア駅         | JSQ–33 / JSQ–33 (via HOB) NJTバス、R&Tバス、A&Cバス                       |
|                        | グローブ・ストリート駅         | JSQ–33 / JSQ–33 (via HOB) NJTバス、R&Tバス、A&Cバス                       |
| バリアフリー・アクセス | エクスチェンジ・プレイス駅     | HOB–WTC、ハドソン-ベルゲン・ライトレール、 NJTバス、A&Cバス               |
| マンハッタン           |                                |                                                                           |
| バリアフリー・アクセス | ワールド・トレード・センター駅 | HOB–WTC、 ニューヨーク市バス、MTAバス                                     |